# Drop C
Drop C, ett sätt att stämma gitarrer för att komma åt ett tonmässigt lägre kvintackord än vid icke "Drop"samt för att underlätta vid spelande av kvintackord. Störst fördel med detta har man då man spelar Breakdown och Riff. Används oftast i hårdrock/metal. Drop C stäms i tonföljd C,G,C,F,A,D för sexsträngad gitarr med start från översta/grövsta strängen till tunnaste.
Drop innebär att du sänker din översta/grövsta sträng ett helt tonsteg, dvs i detta fall från D till C.